# Augusta Bavorská
Augusta Bavorská (Augusta Amalia Ludovika; 21. června 1788, Štrasburk – 13. května 1851, Mnichov) byla bavorská princezna a vévodkyně z Leuchtenbergu.

## Život
Narodila se 21. června 1788 ve Štrasburku jako dcera prince Maxmiliána I. Josefa Bavorského a jeho manželky princezny Augusty Vilemíny Marie Hesensko-Darmstadtské.
Původně měla být manželkou bádenského dědice Karla Ludvíka Fridricha ale zasnoubení bylo zrušeno na popud císaře Napoleona Bonaparteho. Dne 14. ledna 1806 se v Mnichově vdala za Evžena de Beauharnais, jediného syna Joséphine de Beauharnais a Alexandra de Beauharnais. Spolu měli sedm dětí:
- Joséphine (14. března 1807 – 7. června 1876), ⚭ 1823 Oskar I. (4. července 1799 – 8. července 1859), král švédský a norský od roku 1844 až do své smrti
- Evženie (22. prosince 1808 – 1. září 1847), ⚭ 1826 kníže Konstantin Hohenzollernsko-Hechingenský (16. února 1801 – 3. září 1869)
- August (9. prosince 1810 – 28. března 1835), leuchtenberský vévoda, ⚭ 1835 Marie II. (4. dubna 1819 – 15. listopadu 1853), portugalská královna v letech 1826–1828 a 1834–1853
- Amélie (31. července 1812 – 26. ledna 1873), ⚭ 1829 Petr I. Brazilský (12. října 1798 – 24. září 1834), brazilský císař v letech 1822–1831 a portugalský král nakrátko v roce 1826
- Teodolinda (13. dubna 1814 – 1. dubna 1857), ⚭ 1841 Vilém Württemberský (6. července 1810 – 17. července 1869)
- Karolína Klotylda (*/† 1816)
- Maxmilián (2. října 1817 – 1. listopadu 1852), leuchtenberský vévoda a kníže, ⚭ 1839 Marie Nikolajevna Romanovová (18. srpna 1819 – 21. února 1876), ruská velkokněžna

## Tituly a oslovení
- 21. června 1788 – 1. ledna 1806: Její Jasnost vévodkyně Augusta Bavorská
- 1. – 14. ledna 1806: Její královská Výsost princezna Augusta Bavorská
- 14. ledna 1806 – 20. prosince 1807: Její císařská Výsost princezna Francie
- 20. prosince 1807 – 26. října 1813: Její císařská Výsost kněžna benátská
- 26. října 1813 – prosinec 1813: Její císařská Výsost velkovévodkyně frankfurtská, kněžna benátská
- prosinec 1813 – 11. dubna 1814: Její císařská Výsost kněžna benátská
- 11. dubna 1814 – 14. listopadu 1817: Její královská Výsost princezna Augusta Bavorská, Madame de Beauharnais
- 14. listopadu 1817 – 21. února 1824: Její královská Výsost vévodkyně z Leuchtenbergu, kněžna z Eichstättu
- 21. února 1824 – 13. května 1851: Její královská Výsost vévodkyně vdova z Leuchtenbergu